# Calytrix parvivallis
Calytrix parvivallis är en myrtenväxtart som beskrevs av Lyndley Alan Craven. Calytrix parvivallis ingår i släktet Calytrix och familjen myrtenväxter. Inga underarter finns listade i Catalogue of Life.